# Мителстенае
Мителстенае (њем. Mittelstenahe) општина је у њемачкој савезној држави Доња Саксонија. Једно је од 57 општинских средишта округа Куксхафен. Према процјени из 2010. у општини је живјело 631 становника. Посједује регионалну шифру (AGS) 3352036.

## Географски и демографски подаци
Мителстенае се налази у савезној држави Доња Саксонија у округу Куксхафен. Општина се налази на надморској висини од 15 метара. Површина општине износи 33,7 km². У самом мјесту је, према процјени из 2010. године, живјело 631 становника. Просјечна густина становништва износи 19 становника/km².